# Jernved IF
Jernved IF er en fodbold klub i Vestjylland ca 10 km fra Ribe. Fodboldklubben blev stiftet i 1908
i 2011 slog den sig sammen med nabo klubben Gredstedbro B. Jernved IF spillede tidligere serie 2 og serie 5. i 2020 stoppede samarbejdet på senior og ungdomsplan, efter ønske fra Gredstedbro Boldklub.
Jernved IF er i sæson 2020 i serie 4. hjemmebanetrøjer er grønne.
Jernved IF stiller i 2023 med 4 hold. Herrer med 2 hold, og damer med 2 hold. Herrerne spiller i serie 3 og serie 4.
 Der er for få eller ingen kildehenvisninger i denne artikel, hvilket er et problem. Du kan hjælpe ved at angive troværdige kilder til de påstande, som fremføres i artiklen.

| Sport | Spire Denne artikel om sport er en spire som bør udbygges. Du er velkommen til at hjælpe Wikipedia ved at udvide den. |